# El jugador (Iain Banks)
El jugador (título original en inglés: The Player of Games) es una novela de ciencia ficción escrita por el autor británico Iain M. Banks y publicada por primera vez en 1988. Es la segunda novela de su aclamada serie de La Cultura.

## Introducción
Gurgeh, el jugador más brillante de La Cultura, aunque ya en su apogeo, se ve chantajeado para hacer "un trabajo" como agente de Circunstancias Especiales en el brutal Imperio de Azad, cuyo sistema social y político está completamente basado en un complicado juego de estrategia llamado Azad.

## Argumento
Jernau Morat Gurgeh vive en el Orbital de Chiak y está aburrido de su exitosa vida. Una unidad amiga le comenta que tiene contactos en  Circunstancias Especiales y podría hacer alguna misión corta como para sacudirse el tedio. Otra unidad (robot llamado Mawhrin-Skel) se entera, y siendo él mismo un desechado de Circunstancias Especiales (por problemas de personalidad) arma un plan que presione a Gurgeh para que acceda a colaborar como agente y a cambio pida su reincorporación. De este modo, Gurgeh cae en la tentación de hacer trampa para lograr una jugada perfecta que todavía no había podido ser lograda por ningún jugador. La situación es grabada y sirve como elemento de chantaje.
La sección de Circunstancias Especiales (CE) de la Cultura, está preocupada respecto a que civilizaciones avanzadas suelen abandonar los sistemas de gobierno totalitarios mucho antes de la situación en la que se encuentra el Imperio de Azad, una sociedad bárbara y represiva a niveles políticos, sociales, religiosos y sexuales; y que ya ha invadido y colonizado una buena parte de la Pequeña Nube de Magallanes, sometiendo o destruyendo a multitud de otras civilizaciones. Por eso pide al "jugador" que participe en un torneo (que se celebra cada cierto número de años) en este lejana y aislada civilización alienígena, el Imperio de Azad, para conocer aspectos que solo jugando el juego son revelados. Este juego llamado "Azad" determina el rango social y el estatus político de cada persona. 
Durante el viaje es asistido por otro robot, Flere-Imsaho. 
Mientras participa del torneo, descubre que su participación forma parte de un complot de la Cultura para derribar al corrupto y salvaje Imperio, y que él, el jugador, es en realidad, un peón en este juego aún mayor.
El juego de Azad en sí es suficientemente sutil y complejo para que las tácticas de un jugador puedan reflejar sus preferencias políticas y filosóficas. Como ciudadano de la Cultura, Gurgeh juega con un estilo claramente diferente al de sus oponentes, y gradualmente se da cuenta de que sus valores (y por extensión, los de la Cultura) producen una estrategia extremadamente exitosa. Mientras juega contra políticos de Azad cada vez más importantes, Gurgeh al final juega por la posición de Emperador de Azad. 
Aunque Gurgeh nunca descubre toda la verdad, al final se revela al lector que la novela es una metafición escrita por Flere-Imsaho, siendo un informe sobre que sucedió durante el incidente con los Azadianos, el cual sucedió decadas antes y a raíz del fallecimiento de Gurgeh por vejez, revelando incluso el chantaje que le forzó a aceptar la misión se llevó a cabo con el conocimiento y permiso de alguna facción dentro de Circunstancias Especiales, que llevaban décadas desarrollando el plan y buscando un jugador lo suficientemente experto.  
Este libro, al igual que Excession, contempla un posible abuso de poder dentro de la Cultura.

#### Contexto
Los Azadianos tienen tres sexos: masculino, femenino, y uno intermedio llamado ápice. El Imperio Azad es la potencia dominante en su galaxia.  Su planeta de origen se llama Ea.
Los ápices usan pronombres masculinos y son el genero dominante en todos los puestos de gobierno, El Emperador es un ápice. Se describen múltiples situaciones de injusticia social y violencia de los ápices en contra de los Azadianos machos y hembras. 
El Azad, el juego de extrema importancia en su sociedad al grado que el imperio es nombrado como este. El Azad es descrito de forma vaga e imprecisa para representar que esta por encima del entendimiento de un habitante humano ("humano básico") de La Cultura, el campo de juego, llamado "tablero" es una estructura de dimensiones enormes con casillas, tarjetas, figuras, efectos y reglas posibles entre estos objetos. Esta conformado por multiples niveles de estructuras y pisos y los jugadores deben estar físicamente dentro del tablero. Las casillas y objetos son mencionados que representan ecosistemas (llanos, montañas, desiertos, selvas, lagos, oceános ), ciudades, (u otras estructuras como fortalezas, castillos, etc) ejércitos, naciones o grupos de personas. Tambien se utilizan los cuatro elementos: tierra, agua, aire y fuego. 
Es acompañado por otros tres juegos, cada uno con sus casillas, tarjetas, figuras, efectos y reglas, que son diferentes al juego principal de Azad pero que afectan a las jugadas de este de alguna forma. Puede jugarse de uno contra uno ó por equipos, y en un torneo oficial, una partida completa de Azad incluyendo los otros tres juegos, dura varios días. 
La complejidad del juego es que permite a los más aptos ocupar las posiciones de responsabilidad, pero en realidad hay múltiples reglas sociales que favorecen a los privilegiados (escuelas exclusivas, modos especiales de juego, etc.) que justifican el statu quo que reprime según su sexo y condición social.
Por el contrario, La Cultura se basa en su lenguaje, el Marain, diseñado expresamente para fomentar una forma de pensar y ser libre y sin condicionantes de ningún tipo. La Cultura esta formada por multiples especies, son embargo Humano es la especie dominante. Los habitantes de la cultura solo tienen dos géneros.
Cualquier habitante puede solicitar una llamada telefonica a las Mentes (las inteligencias artificiales que gobiernan La Cultura ) por cualquier motivo, y hablar absolutamente de cualquier tema, la única excepcion es tratar de obtener informacion que es secreto de estado, como por ejemplo la ubicación de las naves espaciales que alojan a las Mentes. Las Mentes gestionan billones de estas llamadas a la vez.

## Importancia literaria y críticas
El jugador se considera el más accesible de los libros sobre La Cultura, y por lo tanto una introducción más sencilla a la saga que la anterior Pensad en Flebas.
Banks utilizó este thriller de acción para subrayar aspectos sobre el racismo y el sexismo. La novela el autor se centra en uno de sus máximos intereses, que es el desarrollo moral y ético que va unido el desarrollo social y económico. Muchas veces se refiere a la Cultura como una sociedad "blanda" o "decadente", aunque al mismo tiempo muestra su poderío económico y militar.